# Thuret, Puy-de-Dôme
Thuret là một xã ở tỉnh Puy-de-Dôme trong vùng Auvergne miền trung nước Pháp.